# Номалс, Пётр Яковлевич
Пётр Яковлевич Номалс (латыш. Pēteris Nomals; 23 февраля (6 марта) 1876, Прекшани Екабпилсский район Латвия — 1949, Рига Латвийская ССР СССР) — советский и латвийский ботаник-болотовед, академик АН Латвийской ССР (1946-49).

## Биография
Родился на хуторе Прекшани (ныне — Екабилсский район Латвии).
В 1910 году окончил Рижский политехнический институт. В 1912 году начал политическую деятельность, до 1918 года работал в Прибалтийском управлении земледелия и государственного имущества в Риге. С 1918 по 1919 год занимал должность руководителя отделом болот в Наркомземе Латвийской ССР. Выступил основателем ЛатвГУ на базе Рижского политехнического института. Дальнейшая научная деятельность Петра Яковлевича была связана с ЛатвГУ. С 1919 по 1930 год занимал должность заведующего кафедрой болотоведения, с 1930 по 1945 год — профессор, в 1940 и 1944 годах занимал должность проректора.
С организацией АН Латвийской ССР в 1946 году был избран действительным членом Академии (первый состав).
С 1946 по 1949 год — директор Института болотоведения при ЛатвГУ.
Скончался в 1949 году в Риге.

## Научные работы
Основные научные работы посвящены болотоведению, торфоведению, гидрологии и эксплуатации болот.
- Принимал участие в разработке проектов эксплуатации торфяников и добычи торфа.

## Список использованной литературы
- Биологи. Биографический справочник.— Киев: Изд-во Наукова думка, 1984, 816 с, ил.
- Галиенице М.П. Пётр Яковлевич Номалс.— В кн.: Из истории техники ЛатвССР. Рига: Изд-во АН Латвийской ССР, 1959, вып.1, с. 133-137.